# Moses Solomonowitsch Nappelbaum
Moses Solomonowitsch Nappelbaum (russisch Моисей Соломонович Наппельбаум; * 14. Dezemberjul. / 26. Dezember 1869greg. in Minsk; † 13. Juni 1958 in Moskau) war ein russischer Fotograf.

## Leben
Nappelbaum erarbeitete im November 1918 eine Fotomontage „Führer der proletarischen Revolution“: Sie zeigt Lenin, Sinowjew, Lunatscharski, Trotzki, Kamenew und Swerdlow. Im selben Jahr fertigte er eines der berühmtesten Lenin-Porträts an, das eine Millionenauflage erlebte.
Moses Nappelbaum war der Vater von Frederika, Ida (eine Schriftstellerin und Fotografin), Lilya (eine Dichterin und Literaturkritikerin), Olga und Lew Nappelbaum.